# Pilbarophreatoicus platyarthricus
Pilbarophreatoicus platyarthricus is een pissebed uit de familie Hypsimetopidae. De wetenschappelijke naam van de soort is voor het eerst geldig gepubliceerd in 1999 door Knott & Halse.